# Lefse
En lefse eller en kling er forskellige typer fladt, blødt bagværk lavet af kartofler, hvedemel eller begge dele og formet som tynde kager eller flatbrød. Lefser indgår i den traditionelle madkultur i Norge og andre steder i Skandinavien. Opskrifter og navn varierer fra område til område. Lefser bliver ofte spist i ruller eller i lag med for eksempel syltetøj, ost eller sukker og kanel imellem.
| Mad og drikke | Spire Denne artikel om mad og drikke er en spire som bør udbygges. Du er velkommen til at hjælpe Wikipedia ved at udvide den. |